# Illumination (album, Tristania)
Illumination je páté album od norské gothicdeathdoom metalové kapely Tristania.

## Seznam skladeb
1. Mercyside - 4:39
2. Sanguine Sky - 3:50
3. Open Ground - 4:40
4. The Ravens - 5:06
5. Destination Departure - 4:34
6. Down - 4:32
7. Fate - 4:59
8. Lotus - 5:08
9. Sacrilege - 4:14
10. Deadlands - 6:39